# Canada aux Jeux olympiques d'été de 2016
Le Canada participe aux Jeux olympiques d'été de 2016 à Rio de Janeiro au Brésil du 5 août au 21 août. Il s'agit de sa 26e participation à des Jeux d'été. Lors des trois dernières éditions des Jeux olympiques d'été (Londres 2012, Rio 2016 et Tokyo 2020), l'équipe canadienne a été caractérisée par une présence plus marquée d'athlètes identifiées en tant que femmes, participant aux épreuves féminines, que d'athlètes identifiés en tant qu'hommes participant aux épreuves masculines.

## Athlétisme
- Brianne Theisen-Eaton gagne la médaille de bronze en Heptathlon[3].
- André De Grasse remporte la médaille de bronze au 100 mètres masculin et une autre en argent au 200 mètres masculin[1].
- Derek Drouin a gagné la médaille en or au saut en hauteur[1] .
- Damian Warner remporte la médaille de bronze au décathlon[1].
- Au relais 4 × 100 mètres hommes, médaille de bronze avec la participation d’Andre De Grasse, de Aaron Brown, de Akeem Haynes et de Brendon Rodney , le temps a été de 37 s 64[4]

### Hommes

#### Course
| Athlètes                                                | Compétitions          | Série          | Série | Demi-finales  | Demi-finales | Finale          | Finale             |
| Athlètes                                                | Compétitions          | Temps          | Rang  | Temps         | Rang         | Temps           | Rang               |
| ------------------------------------------------------- | --------------------- | -------------- | ----- | ------------- | ------------ | --------------- | ------------------ |
| Andre De Grasse                                         | 100 mètres            | 10 s 04        | 1er   | 9 s 92        | 2e           | 9 s 91          | Médaille de bronze |
| Akeem Haynes                                            | 100 mètres            | 10 s 22        | 6e    | Éliminé       | Éliminé      | Éliminé         | Éliminé            |
| Aaron Brown                                             | 100 mètres            | 10 s 24        | 3e    | Éliminé       | Éliminé      | Éliminé         | Éliminé            |
| Andre De Grasse                                         | 200 mètres            | 20 s 09        | 1er   | 19 s 80       | 2e           | 20 s 02         | Médaille d'argent  |
| Aaron Brown                                             | 200 mètres            | 20 s 23        | 3e    | 20 s 37       | 7e           | Éliminé         | Éliminé            |
| Brendon Rodney                                          | 200 mètres            | 20 s 34        | 3e    | Éliminé       | Éliminé      | Éliminé         | Éliminé            |
| Brandon McBride                                         | 800 mètres            | 1 min 45 s 99  | 1er   | 1 min 45 s 41 | 6e           | Éliminé         | Éliminé            |
| Anthony Romaniw                                         | 800 mètres            | 1 min 47 s 59  | 6e    | Éliminé       | Éliminé      | Éliminé         | Éliminé            |
| Nathan Brannen                                          | 1 500 mètres          | 3 min 47 s 07  | 4e    | 3 min 40 s 20 | 7e           | 3 min 51 s 45   | 10e                |
| Charles Philibert-Thiboutot                             | 1 500 mètres          | 3 min 40 s 04  | 8e    | 3 min 40 s 79 | 8e           | Éliminé         | Éliminé            |
| Mohammed Ahmed                                          | 5 000 mètres          | 13 min 21 s 00 | 6e    | NC            | NC           | 13 min 05 s 94  | 4e                 |
| Lucas Bruchet                                           | 5 000 mètres          | 14 min 02 s 02 | 19e   | NC            | NC           | Éliminé         | Éliminé            |
| Mohammed Ahmed                                          | 10 000 mètres         | NC             | NC    | NC            | NC           | 29 min 32 s 84  | 32e                |
| Eric Gillis                                             | Marathon              | NC             | NC    | NC            | NC           | 2 h 12 min 29 s | 10e                |
| Reid Coolsaet                                           | Marathon              | NC             | NC    | NC            | NC           | 2 h 14 min 58 s | 23e                |
| Johnathan Cabral                                        | 110 mètres haies      | 13 s 63        | 4e    | 13 s 41       | 4e           | 13 s 40         | 6e                 |
| Sekou Kaba                                              | 110 mètres haies      | 13 s 70        | 8e    | Éliminé       | Éliminé      | Éliminé         | Éliminé            |
| Matthew Hughes                                          | 3 000 mètres steeple  | 8 min 26 s 27  | 4e    | NC            | NC           | 8 min 36 s 83   | 10e                |
| Chris Winter                                            | 3 000 mètres steeple  | 8 min 33 s 95  | 10e   | NC            | NC           | Éliminé         | Éliminé            |
| Taylor Milne                                            | 3 000 mètres steeple  | 8 min 34 s 38  | 9e    | NC            | NC           | Éliminé         | Éliminé            |
| Akeem Haynes Aaron Brown Brendon Rodney Andre De Grasse | Relais 4 × 100 mètres | 37 s 89        | 3e    | NC            | NC           | 37 s 64         | Médaille de bronze |
| Evan Dunfee                                             | 20 km marche          | NC             | NC    | NC            | NC           | 1 h 20 min 49 s | 10e                |
| Iñaki Gómez                                             | 20 km marche          | NC             | NC    | NC            | NC           | 1 h 21 min 12 s | 12e                |
| Benjamin Thorne                                         | 20 km marche          | NC             | NC    | NC            | NC           | 1 h 22 min 28 s | 27e                |
| Evan Dunfee                                             | 50 km marche          | NC             | NC    | NC            | NC           | 3 h 41 min 38 s | 4e                 |
| Mathieu Bilodeau                                        | 50 km marche          | NC             | NC    | NC            | NC           | DNF             | /                  |

#### Concours
| Athlètes        | Compétitions     | Série    | Série | Finale   | Finale        |
| Athlètes        | Compétitions     | Résultat | Rang  | Résultat | Rang          |
| --------------- | ---------------- | -------- | ----- | -------- | ------------- |
| Derek Drouin    | Saut en hauteur  | 2,29 m   | 3e    | 2,38 m   | Médaille d'or |
| Michael Mason   | Saut en hauteur  | 2,26 m   | 18e   | Éliminé  | Éliminé       |
| Shawnacy Barber | Saut à la perche | 5,70 m   | 7e    | 5,50 m   | 10e           |
| Tim Nedow       | Lancer du poids  | 20,00 m  | 16e   | Éliminé  | Éliminé       |

### Femme

#### Course
| Athlètes                                                       | Compétitions          | Série          | Série | Demi-finales  | Demi-finales | Finale         | Finale  |
| Athlètes                                                       | Compétitions          | Temps          | Rang  | Temps         | Rang         | Temps          | Rang    |
| -------------------------------------------------------------- | --------------------- | -------------- | ----- | ------------- | ------------ | -------------- | ------- |
| Khamica Bingham                                                | 100 mètres            | 11 s 41        | 3e    | Éliminé       | Éliminé      | Éliminé        | Éliminé |
| Crystal Emmanuel                                               | 100 mètres            | 11 s 43        | 4e    | Éliminé       | Éliminé      | Éliminé        | Éliminé |
| Crystal Emmanuel                                               | 200 mètres            | 22 s 80        | 3e    | 23 s 05       | 8e           | Éliminé        | Éliminé |
| Carline Muir                                                   | 400 mètres            | 51 s 57        | 2e    | 51 s 11       | 5e           | Éliminé        | Éliminé |
| Alicia Brown                                                   | 400 mètres            | 52 s 27        | 5e    | Éliminé       | Éliminé      | Éliminé        | Éliminé |
| Kendra Clarke                                                  | 400 mètres            | 53 s 61        | 6e    | Éliminé       | Éliminé      | Éliminé        | Éliminé |
| Melissa Bishop                                                 | 800 mètres            | 1 min 58 s 38  | 1er   | 1 min 59 s 05 | 2e           | 1 min 57 s 02  | 4e      |
| Nicole Sifuentes                                               | 1 500 mètres          | 4 min 07 s 43  | 7e    | 4 min 05 s 53 | 7e           | Éliminé        | Éliminé |
| Hilary Stellingwerff                                           | 1 500 mètres          | 4 min 12 s 00  | 7e    | Éliminé       | Éliminé      | Éliminé        | Éliminé |
| Gabriela Stafford                                              | 1 500 mètres          | 4 min 09 s 45  | 9e    | Éliminé       | Éliminé      | Éliminé        | Éliminé |
| Jessica O'Connell                                              | 5 000 mètres          | 15 min 51 s 18 | 13e   | NC            | NC           | Éliminé        | Éliminé |
| Andrea Seccafien                                               | 5 000 mètres          | 15 min 30 s 32 | 11e   | NC            | NC           | Éliminé        | Éliminé |
| Natasha Wodak                                                  | 10 000 mètres         | NC             | NC    | NC            | NC           | 31 min 53 s 14 | 22e     |
| Lanni Marchant                                                 | 10 000 mètres         | NC             | NC    | NC            | NC           | 32 min 04 s 21 | 25e     |
| Lanni Marchant                                                 | Marathon              | NC             | NC    | NC            | NC           | 2 h 33 min 08  | 24e     |
| Krista DuChene                                                 | Marathon              | NC             | NC    | NC            | NC           | 2 h 35 min 29  | 35e     |
| Phylicia George                                                | 100 mètres haies      | 12 s 83        | 2e    | 12 s 77       | 2e           | 12 s 89        | 8e      |
| Nikkita Holder                                                 | 100 mètres haies      | 12 s 92        | 4e    | DSQ           | /            | Éliminé        | Éliminé |
| Angela Whyte                                                   | 100 mètres haies      | 13 s 09        | 6e    | Éliminé       | Éliminé      | Éliminé        | Éliminé |
| Noelle Montcalm                                                | 400 mètres haies      | 56 s 07        | 2e    | 56 s 28       | 6e           | Éliminé        | Éliminé |
| Sage Watson                                                    | 400 mètres haies      | 55 s 93        | 2e    | 55 s 44       | 4e           | Éliminé        | Éliminé |
| Chanise Chase-Taylor                                           | 400 mètres haies      | 1 min 02 s 83  | 8e    | Éliminé       | Éliminé      | Éliminé        | Éliminé |
| Geneviève Lalonde                                              | 3 000 mètres steeple  | 9 min 30 s 24  | 4e    | NC            | NC           | 9 min 41 s 88  | 16e     |
| Erin Teschuk                                                   | 3 000 mètres steeple  | 9 min 53 s 70  | 16e   | NC            | NC           | Éliminé        | Éliminé |
| Maria Bernard                                                  | 3 000 mètres steeple  | 9 min 50 s 17  | 13e   | NC            | NC           | Éliminé        | Éliminé |
| Farah Jacques Crystal Emmanuel Phylicia George Khamica Bingham | Relais 4 × 100 mètres | 42 s 70        | 4e    | NC            | NC           | 43 s 15        | 6e      |
| Carline Muir Alicia Brown Noelle Montcalm Sage Watson          | Relais 4 × 400 mètres | 3 min 24 s 94  | 3e    | NC            | NC           | 3 min 26 s 43  | 4e      |

## Aviron
Légende: FA = finale A (médaille) ; FB = finale B (pas de médaille) ; FC = finale C (pas de médaille) ; FD = finale D (pas de médaille) ; FE = finale E (pas de médaille) ; FF = finale F (pas de médaille) ; SA/B = demi-finales A/B ; SC/D = demi-finales C/D ; SE/F = demi-finales E/F ; QF = quarts de finale; R= repêchage
Les deux rameuses Patricia Obee et Lindsay Jennerich gagnent la médaille d’argent lors de la finale du deux de couple poids léger .
Hommes
| Athlète                                                  | Compétition                      | Séries        | Séries | Repêchage     | Repêchage | Demi-finales  | Demi-finales  | Finale        | Finale        |
| Athlète                                                  | Compétition                      | Temps         | Rang   | Temps         | Rang      | Temps         | Rang          | Temps         | Rang          |
| -------------------------------------------------------- | -------------------------------- | ------------- | ------ | ------------- | --------- | ------------- | ------------- | ------------- | ------------- |
| Will Crothers Kai Langerfeld Conlin McCabe Tim Schrijver | Quatre sans barreur              | 5 min 58 s 26 | 2 SA/B | exempt        | exempt    | 6 min 20 s 66 | 2 FA          | 6 min 15 s 93 | 6             |
| Brendan Hodge Maxwell Lattimer Nicolas Pratt Eric Woelfl | Quatre sans barreur poids légers | 6 min 19 s 44 | 4 R    | 6 min 05 s 35 | 4         | Pas qualifiés | Pas qualifiés | Pas qualifiés | Pas qualifiés |
| Julien Bahain Will Dean Robert Gibson Pascal Lussier     | Quatre de couple                 | 6 min 34 s 55 | 5 R    | 5 min 56 s 28 | 5 FB      | NC            | NC            | 6 min 13 s 55 | 8             |

Femmes
| Athlète | Compétition                 | Séries        | Séries | Repêchage     | Repêchage | Quarts de finale | Quarts de finale | Demi-finales  | Demi-finales | Finale        | Finale                             |
| Athlète | Compétition                 | Temps         | Rang   | Temps         | Rang      | Temps            | Rang             | Temps         | Rang         | Temps         | Rang                               |
| --- | --------------------------- | ------------- | ------ | ------------- | --------- | ---------------- | ---------------- | ------------- | ------------ | ------------- | ---------------------------------- |
| Carling Zeeman | Skiff                       | 8 min 41 s 12 | 1 QF   | exempt        | exempt    | 7 min 34 s 52    | 3 SA/B           | 7 min 54 s 07 | 4 FB         | 7 min 28 s 62 | 10                                 |
| Nicole Hare Jennifer Martins | Deux sans barreur           | 7 min 22 s 99 | 4 R    | 8 min 01 s 09 | 4 FC      | NC               | NC               | exempt        | exempt       | 8 min 26 s 03 | 14                                 |
| Lindsay Jennerich Patricia Obee | Deux de couple poids légers | 7 min 03 s 51 | 1 SA/B | exempt        | exempt    | NC               | NC               | 7 min 16 s 35 | 2 FA         | 7 min 05 s 88 | Médaille d'argent, Jeux olympiques |
| Caileigh Filmer Susanne Grainger Natalie Mastracci Cristy Nurse Lisa Roman Christine Roper Antje von Seydlitz-Kurzbach Lauren Wilkinson Lesley Thompson-Willie (barreur) | Huit                        | 6 min 12 s 44 | 3 R    | 6 min 28 s 07 | 1 FA      | NC               | NC               | NC            | NC           | 6 min 06 s 04 | 5                                  |

## Badminton
| Athlète        | Compétition   | Phase de groupes                    | Phase de groupes                      | Phase de groupes | Phase de groupes | 1/8 de finale    | Quarts de finale | Demi-finales     | Finale           | Finale   |
| Athlète        | Compétition   | Adversaire Score                    | Adversaire Score                      | Adversaire Score | Rang             | Adversaire Score | Adversaire Score | Adversaire Score | Adversaire Score | Rang     |
| -------------- | ------------- | ----------------------------------- | ------------------------------------- | ---------------- | ---------------- | ---------------- | ---------------- | ---------------- | ---------------- | -------- |
| Martin Giuffre | Simple hommes | bat Martins (en) 14-21, 24-22, 21-6 | battu par Ng 11-21, 14-21             | NC               | 2e Gr. M         | Éliminé          | Éliminé          | Éliminé          | Éliminé          | Éliminé  |
| Michelle Li    | Simple dames  | bat Sárosi 21-11, 21-8              | battue par Sindhu 21-19, 15-21, 17-21 | NC               | 2e Gr. M         | Éliminée         | Éliminée         | Éliminée         | Éliminée         | Éliminée |

## Basket-ball

### Tournoi féminin
L'équipe du Canada de basket-ball féminin gagne sa place pour les Jeux en remportant le Championnat des Amériques de basket-ball féminin 2015.

## Canoë-kayak

### Sprint
- Mark de Jonge
- Adam Van Koeverden
- Andréanne Langlois

### Slalom
|                 | Compétition | Éliminatoires | Éliminatoires | Éliminatoires | Éliminatoires | Éliminatoires | Éliminatoires | Demi-finales | Demi-finales | Finale       | Finale       |              |
| Course 1        | Compétition | Rang          | Course 2      | Rang          | Total         | Rang          | Résultat      | Rang         | Résultat     | Rang         |              |              |
| --------------- | ----------- | ------------- | ------------- | ------------- | ------------- | ------------- | ------------- | ------------ | ------------ | ------------ | ------------ | ------------ |
| Cameron Smedley | C1 hommes   | 104 s 93      | 12            | 104 s 83      | 13            | 104 s 83      | 15            | Pas qualifié | Pas qualifié | Pas qualifié | Pas qualifié | Pas qualifié |
| Michael Tayler  | K1 hommes   | 105 s 66      | 19            | 93 s 47       | 12            | 93 s 47       | 16            | Pas qualifié | Pas qualifié | Pas qualifié | Pas qualifié | Pas qualifié |

## Cyclisme

### Cyclisme sur route
Hommes
| Athlète          | Compétition      | Temps           | Rang |
| ---------------- | ---------------- | --------------- | ---- |
| Hugo Houle       | Course en ligne  | non terminé     | NC   |
| Hugo Houle       | Contre-la-montre | 1 h 17 min 02 s | 21e  |
| Michael Woods    | Course en ligne  | 6 h 30 min 05 s | 55e  |
| Antoine Duchesne | Course en ligne  | non terminé     | NC   |

Femmes
| Athlète          | Compétition      | Temps           | Rang |
| ---------------- | ---------------- | --------------- | ---- |
| Tara Whitten     | Course en ligne  | non terminé     | NC   |
| Tara Whitten     | Contre-la-montre | 45 min 01 s 16  | 7e   |
| Karol-Ann Canuel | Course en ligne  | 3 h 56 min 34 s | 25e  |
| Karol-Ann Canuel | Contre-la-montre | 46 min 30 s 93  | 13e  |
| Leah Kirchmann   | Course en ligne  | 4 h 01 min 29 s | 38e  |

### Cyclisme sur piste
Une médaille de bronze pour le Canada , avec l’équipe féminine, composée par Kirsti Lay, Allison Beveridge, Jasmin Glaesser et Georgia Simmerling .
Vitesse
| Athlète | Compétition                 | Qualification | Qualification | 1er tour                 | Repêchages 1             | 2e tour                  | Repêchages 2             | Quarts de finale         | Demi-finales             | Finale                   | Finale |
| Athlète | Compétition                 | Temps Vitesse | Rang          | Adversaire Temps Vitesse | Adversaire Temps Vitesse | Adversaire Temps Vitesse | Adversaire Temps Vitesse | Adversaire Temps Vitesse | Adversaire Temps Vitesse | Adversaire Temps Vitesse | Rang   |
| ------- | --------------------------- | ------------- | ------------- | ------------------------ | ------------------------ | ------------------------ | ------------------------ | ------------------------ | ------------------------ | ------------------------ | ------ |
|         | Vitesse individuelle femmes |               |               |                          |                          |                          |                          |                          |                          |                          |        |
|         | Vitesse par équipes femmes  |               |               | NC                       | NC                       | NC                       | NC                       | NC                       | NC                       |                          |        |

Keirin
| Athlète | Compétition   | 1er tour | Repêchage | 2e tour | Finale |
| Athlète | Compétition   | Rang     | Rang      | Rang    | Rang   |
| ------- | ------------- | -------- | --------- | ------- | ------ |
|         | Keirin hommes |          |           |         |        |
|         | Keirin femmes |          |           |         |        |

Poursuite
| Athlète | Compétition                  | Qualification | Qualification | Demi-finales        | Demi-finales | Finale              | Finale |
| Athlète | Compétition                  | Temps         | Rang          | Adversaire Résultat | Rang         | Adversaire Résultat | Rang   |
| ------- | ---------------------------- | ------------- | ------------- | ------------------- | ------------ | ------------------- | ------ |
|         | Poursuite par équipes femmes |               |               |                     |              |                     |        |

Omnium
| Athlète | Compétition   | Scratch | Poursuite | Poursuite | Élimination | Contre-la-montre | Contre-la-montre | Tour lancé | Tour lancé | Course aux points | Course aux points | Total | Rang |
| Athlète | Compétition   | Rang    | Temps     | Rang      | Rang        | Temps            | Rang             | Temps      | Rang       | Points            | Rang              | Total | Rang |
| ------- | ------------- | ------- | --------- | --------- | ----------- | ---------------- | ---------------- | ---------- | ---------- | ----------------- | ----------------- | ----- | ---- |
|         | Omnium femmes |         |           |           |             |                  |                  |            |            |                   |                   |       |      |

### VTT
| Athlète           | Compétition              | Temps           | Rang                                |
| ----------------- | ------------------------ | --------------- | ----------------------------------- |
| Léandre Bouchard  | Cross-country VTT hommes | 1 h 42 min 43 s | 27e                                 |
| Raphaël Gagné     | Cross-country VTT hommes | 2 tours         | Non classé                          |
| Catharine Pendrel | Cross-country VTT femmes | 1 h 31 min 41 s | Médaille de bronze, Jeux olympiques |
| Emily Batty       | Cross-country VTT femmes | 1 h 31 min 43 s | 4e                                  |

### BMX
| Athlète     | Compétition | Qualifications | Qualifications | Quarts de finale | Quarts de finale | Demi-finales | Demi-finales | Finale   | Finale |
| Athlète     | Compétition | Résultat       | Rang           | Résultat         | Rang             | Résultat     | Rang         | Résultat | Rang   |
| ----------- | ----------- | -------------- | -------------- | ---------------- | ---------------- | ------------ | ------------ | -------- | ------ |
| Tory Nyhaug | BMX hommes  | 35 s 422       | 18             | 4                | 1er              | 12           | 4e           | 35 s 674 | 5e     |

## Sport équestre
Éric Lamaze gagne la médaille de bronze en saut d'obstacles individuel.

## Escrime
| Athlète                | Compétition        | 1/32 de finale    | 1/16 de finale            | 1/8 de finale    | Quarts de finale | Demi-finales     | Match pour la médaille de bronze Matchs de classement 5-8 | Match pour la médaille de bronze Matchs de classement 5-8 | Finale           | Finale |
| Athlète                | Compétition        | Adversaire Score  | Adversaire Score          | Adversaire Score | Adversaire Score | Adversaire Score | Adversaire Score                                          | Rang                                                      | Adversaire Score | Rang   |
| ---------------------- | ------------------ | ----------------- | ------------------------- | ---------------- | ---------------- | ---------------- | --------------------------------------------------------- | --------------------------------------------------------- | ---------------- | ------ |
| Maxime Brinck-Croteau  | Épée individuelle  | NC                | Vadim Anokhin 14-15       | Éliminé          | Éliminé          | Éliminé          | Éliminé                                                   | Éliminé                                                   | Éliminé          | 27e    |
| Maximilien Van Haaster | Fleuret individuel | Antonio Leal 15-7 | Gerek Meinhardt 4-15      | Éliminé          | Éliminé          | Éliminé          | Éliminé                                                   | Éliminé                                                   | Éliminé          | 31e    |
| Joseph Polossifakis    | Sabre individuel   | NC                | Aliaksandr Buikevich 6-15 | Éliminé          | Éliminé          | Éliminé          | Éliminé                                                   | Éliminé                                                   | Éliminé          | 23e    |

| Athlète           | Compétition        | 1/32 de finale   | 1/16 de finale         | 1/8 de finale        | Quarts de finale    | Demi-finales     | Match pour la médaille de bronze Matchs de classement 5-8 | Match pour la médaille de bronze Matchs de classement 5-8 | Finale           | Finale |
| Athlète           | Compétition        | Adversaire Score | Adversaire Score       | Adversaire Score     | Adversaire Score    | Adversaire Score | Adversaire Score                                          | Rang                                                      | Adversaire Score | Rang   |
| ----------------- | ------------------ | ---------------- | ---------------------- | -------------------- | ------------------- | ---------------- | --------------------------------------------------------- | --------------------------------------------------------- | ---------------- | ------ |
| Leonora Mackinnon | Épée individuelle  | Simona Pop 15-12 | Rossella Fiamingo 8-15 | Éliminée             | Éliminée            | Éliminée         | Éliminée                                                  | Éliminée                                                  | Éliminée         | 32e    |
| Eleanor Harvey    | Fleuret individuel | NC               | Anissa Khelfaoui 15-6  | Arianna Errigo 15-11 | Inès Boubakri 13-15 | Éliminée         | Éliminée                                                  | Éliminée                                                  | Éliminée         | 7e     |

## Football

### Tournoi féminin
L'équipe du Canada de soccer féminin gagne sa place pour les Jeux en atteignant la finale du tournoi de qualification olympique de la CONCACAF. Elle a arraché la 3e place et gagne la médaille de bronze.

## Hockey sur gazon

### Tournoi masculin
L'équipe du Canada de hockey sur gazon gagne sa place pour les Jeux via la Ligue mondiale de hockey sur gazon masculin 2014-2015.

## Lutte
Erica Wiebe gagne la médaille d'or dans les moins de 75 kg femmes.
Danielle Lappage dispute aussi ces Jeux.

## Natation

### Natation sportive
30 athlètes ont représenté l'équipe canadienne de natation, 10 hommes et 20 femmes . Penny Oleksiak a gagné la  au 100 m nage libre. C’est sa 4e médaille aux Jeux olympiques . Penny Oleksia remporte  au 100 m papillon, Kylie Masse rafle la médaille de  au 100 m dos.
L'équipe au relais féminin 4×100 m nage libre gagne la , composée de Sandrine Mainville, Chantal Van Landeghem, Michelle Williams et Penny Oleksiak.

#### Hommes
| Santo Condorelli | 50 m nage libre      | 21 s 83 | 7e (Q)  | 21 s 97      | 12           | Pas qualifié   | Pas qualifié | Pas qualifié | Pas qualifié |   |
| Yuri Kisil       | 50 m nage libre      | 22 s 50 | 35      | Pas qualifié | Pas qualifié | Pas qualifié   | Pas qualifié |              |              |   |
| Santo Condorelli | 100 m nage libre     | 48 s 22 | 5e (Q)  | 47 s 93      | 3e (Q)       | 47 s 88        | 4            | 4            | 4            | 4 |
| Yuri Kisil       | 100 m nage libre     | 48 s 49 | 11e (Q) | 48 s 48      | 10           | Pas qualifié   | Pas qualifié | Pas qualifié | Pas qualifié |   |
|                  | 200 m nage libre     |         |         |              |              |                |              |              |              |   |
| Ryan Cochrane    | 400 m nage libre     |         |         |              |              |                |              |              |              |   |
| Ryan Cochrane    | 1500 m nage libre    |         |         |              |              |                |              |              |              |   |
|                  | 800 m nage libre     |         |         |              |              |                |              |              |              |   |
| Javier Acevedo   | 100 m nage dos       |         |         |              |              |                |              |              |              |   |
| Santo Condorelli | 100 m papillon       |         |         |              |              |                |              |              |              |   |
|                  | 400 m 4 nages        |         |         |              |              |                |              |              |              |   |
|                  | 200 m 4 nages        |         |         |              |              |                |              |              |              |   |
|                  | 200 m papillon       |         |         |              |              |                |              |              |              |   |
|                  | 4 × 100 m nage libre |         |         |              |              |                |              |              |              |   |
|                  | 4 × 200 m nage libre |         |         |              |              |                |              |              |              |   |
|                  | 4 × 100 m 4 nages    |         |         |              |              |                |              |              |              |   |
| Ryan Cochrane    | 1500 m nage libre    |         | (Q)     |              |              | 14 min 49 s 61 | 6e           |              |              |   |

#### Femmes
| Athlète                                                                                 | Épreuve              | Séries | Séries  | Demi-finales | Demi-finales | Finale        | Finale |
| Athlète                                                                                 | Épreuve              | Temps  | Rang    | Temps        | Rang         | Temps         | Rang   |
| --------------------------------------------------------------------------------------- | -------------------- | ------ | ------- | ------------ | ------------ | ------------- | ------ |
|                                                                                         | 50 m nage libre      |        |         |              |              |               |        |
| Kylie Masse                                                                             | 100 m nage dos       |        | (Q)     |              |              |               | 3e     |
|                                                                                         | 200 m nage libre     |        |         |              |              |               |        |
|                                                                                         | 400 m nage libre     |        |         |              |              |               |        |
|                                                                                         | 800 m nage libre     |        |         |              |              |               |        |
| Penny Oleksiak                                                                          | 100 m nage libre     |        | 1re (Q) |              |              |               | 1re    |
|                                                                                         | 100 m papillon       |        |         |              |              |               |        |
| Penny Oleksiak                                                                          | 400 m 4 nages        |        | (Q)     |              |              |               | 2e     |
|                                                                                         | 200 m 4 nages        |        |         |              |              |               |        |
|                                                                                         | 200 m papillon       |        |         |              |              |               |        |
| Sandrine Mainville Chantal Van Landeghem Michelle Williams Penny Oleksiak               | 4 × 100 m nage libre |        | (Q)     |              |              |               | 3e     |
| Brittany MacLean Penny Oleksiak Katerine Savard Taylor Ruck Kennedy Goss Emily Overholt | 4 × 200 m nage libre |        | (Q)     |              |              |               | 3e     |
| Kylie Masse Penny Oleksiak Kierra Smith Noemie Thomas                                   | 4 × 100 m 4 nages    |        | (Q)     |              |              | 3 min 55 s 49 | 5e     |

### Nage en eau libre
| Athlète            | Épreuve      | Finale | Finale |
| Athlète            | Épreuve      | Temps  | Rang   |
| ------------------ | ------------ | ------ | ------ |
| Richard Weinberger | 10 km hommes |        |        |
| Stephanie Horner   | 10 km femmes |        | 23e    |

## Plongeon
- Une médaille de bronze pour le partenaire Roseline Filion et Meaghan Benfeito avec 336,18 points au plongeon

Haut-vol 10 m synchronisé femmes, le 9 août.
- Meaghan Benfeito gagne la médaille de bronze à la tour de 10 m[1], le 18 août.

## Rugby à sept

### Tournoi féminin
L'équipe du Canada de rugby à sept féminin gagne sa place via les World Rugby Women's Sevens Series 2014-2015.
Effectif
Entraîneur principal : John Tait
| Arrières | Arrières         | Avants | Avants              |
| -------- | ---------------- | ------ | ------------------- |
| 1        | Brittany Benn    | 3      | Karen Paquin        |
| 2        | Kayla Moleschi   | 4      | Kelly Russell       |
| 5        | Ashley Steacy    | 7      | Jen Kish            |
| 6        | Charity Williams | 11     | Natasha Watcham-Roy |
| 8        | Bianca Farella   |        |                     |
| 9        | Ghislaine Landry |        |                     |
| 10       | Hannah Darling   |        |                     |
| 12       | Megan Lukan      |        |                     |

Phase de poules
| Rang | Pays            | J | V | N | D | Pm | Pe  | Diff | Pts |
| ---- | --------------- | - | - | - | - | -- | --- | ---- | --- |
| 1    | Grande-Bretagne | 3 | 3 | 0 | 0 | 91 | 3   | +88  | 9   |
| 2    | Canada          | 3 | 2 | 0 | 1 | 83 | 22  | +61  | 7   |
| 3    | Brésil          | 3 | 1 | 0 | 2 | 29 | 93  | -64  | 5   |
| 4    | Japon           | 3 | 0 | 0 | 3 | 10 | 111 | -101 | 3   |

|  | Qualifié pour les quarts de finale    |
|  | Qualifié pour le classement de 9 à 12 |

Le détail des rencontres de poule de l'équipe est le suivant :
| 6 août 2016 12 h 30 UTC-3 | Canada | 45 - 0 | Japon | stade de Deodoro, Rio de Janeiro |
| 6 août 2016 12 h 30 UTC-3 |        |        |       | stade de Deodoro, Rio de Janeiro |
| 6 août 2016 12 h 30 UTC-3 |        |        |       | stade de Deodoro, Rio de Janeiro |

| 6 août 2016 17 h 30 UTC-3 | Canada | 38 - 0 | Brésil | stade de Deodoro, Rio de Janeiro |
| 6 août 2016 17 h 30 UTC-3 |        |        |        | stade de Deodoro, Rio de Janeiro |
| 6 août 2016 17 h 30 UTC-3 |        |        |        | stade de Deodoro, Rio de Janeiro |

| 7 août 2016 12 h 30 UTC-3 | Canada | 0 - 22 | Grande-Bretagne | stade de Deodoro, Rio de Janeiro |
| 7 août 2016 12 h 30 UTC-3 |        |        |                 | stade de Deodoro, Rio de Janeiro |
| 7 août 2016 12 h 30 UTC-3 |        |        |                 | stade de Deodoro, Rio de Janeiro |

Quarts de finale
| 7 août 2016 17 h 30 UTC-3 | Canada | 15 - 5 | France | stade de Deodoro, Rio de Janeiro |
| 7 août 2016 17 h 30 UTC-3 |        |        |        | stade de Deodoro, Rio de Janeiro |
| 7 août 2016 17 h 30 UTC-3 |        |        |        | stade de Deodoro, Rio de Janeiro |

Demi-finales
| 8 août 2016 14 h 30 UTC-3 | Australie | 17 - 5 | Canada | stade de Deodoro, Rio de Janeiro |
| 8 août 2016 14 h 30 UTC-3 |           |        |        | stade de Deodoro, Rio de Janeiro |
| 8 août 2016 14 h 30 UTC-3 |           |        |        | stade de Deodoro, Rio de Janeiro |

Match pour la médaille de bronze
| 8 août 2016 18 h 30 UTC-3 | Canada | 33 - 10 | Grande-Bretagne | stade de Deodoro, Rio de Janeiro |
| 8 août 2016 18 h 30 UTC-3 |        |         |                 | stade de Deodoro, Rio de Janeiro |
| 8 août 2016 18 h 30 UTC-3 |        |         |                 | stade de Deodoro, Rio de Janeiro |

## Tennis
Tennis
Milos Raonic est déclaré forfait par peur de l'épidémie d'infections à virus Zika au tournoi de tennis .

## Tir à l'arc
| Athlète                  | Compétition       | Tour préliminaire | Tour préliminaire | 1er tour                     | 2e tour                      | 3e tour          | Quarts de finale | Demi-finales     | Finale           | Finale |
| Athlète                  | Compétition       | Score             | Rang              | Adversaire Score             | Adversaire Score             | Adversaire Score | Adversaire Score | Adversaire Score | Adversaire Score | Rang   |
| ------------------------ | ----------------- | ----------------- | ----------------- | ---------------------------- | ---------------------------- | ---------------- | ---------------- | ---------------- | ---------------- | ------ |
| Crispin Duenas           | Individuel hommes | 669               | 18e               | Bat Marco Galiazzo 6 - 5     | Battu par Zach Garrett 3 - 7 | non qualifié     | non qualifié     | non qualifié     | non qualifié     | 18e    |
| Georcy Thiffeault Picard | Individuel femmes | 585               | 61e               | Battue par Tan Ya-ting 1 - 7 | non qualifiée                | non qualifiée    | non qualifiée    | non qualifiée    | non qualifiée    | 64e    |

## Trampoline
Rosannagh MacLennan gagne la  médaille d'or en trampoline individuel.